# LyonMag
LyonMag ou Lyon Mag' est un magazine mensuel d'informations lyonnais, anciennement hebdomadaire, créé en mai 1995 par Philippe Brunet-Lecomte, ainsi qu'un site web d'information. Il est publié à Lyon et dans sa région.

## Histoire

### Création du magazine
Le magazine Lyon Mag est créé en mai 1995, il emploie 24 personnes, dont la moitié de journalistes, photographes et infographistes.
Les années 2000 seront marquées par la tentative de prise de contrôle du journal par Christian Latouche, actionnaire minoritaire et PDG de Fiducial, que plusieurs médias présentent comme proche de l'extrême-droite. Alors que LyonMag sort d'un exercice déficitaire en 2006, Latouche propose de signer un chèque en échange d'une caution sur les actions de Philippe Brunet-Lecomte. Les salariés lutteront pour garder leur indépendance mais, pris dans un tourbillon judiciaire, verront le titre géré par un administrateur judiciaire, déposer le bilan et être vendu aux enchères.
Quelques mois plus tard, Philippe Brunet-Lecomte et son équipe créent une coopérative pour lancer un nouveau magazine concurrent, Mag2Lyon, dont le premier numéro parait en mars 2009.

### Rachat et conversion en site web
Après son rachat par Espace Group en avril 2009, le magazine papier disparaît et LyonMag devient LyonMag.com un site web d'informations.

### Renaissance comme magazine mensuel
C'est à l'automne 2019, pour accompagner la campagne des municipales et métropolitaines 2020, que LyonMag revient en kiosques pour une parution mensuelle. Chaque numéro, jusqu'au premier tour du double scrutin, est accompagné de sondages réalisés par OpinionWay.
LyonMag est édité par la société La News, qui gère également les médias Lyon Femmes, Lyon Clubbing, Lyon Foot ou encore Nice Mag.

## Critiques et polémiques
LyonMag a toujours suscité la polémique en dénonçant plusieurs affaires à Lyon et dans le département du Rhône, mais aussi en choquant parfois son lectorat. À l'automne 2002, le magazine fait scandale en publiant l'interview d'un œnologue qui affirme que le beaujolais nouveau est « un vin de merde ». Cela entraîne la réponse immédiate de 56 syndicats de viticulteurs qui portent plainte pour dénigrement. Le journal est condamné à 350 000 euros de dommages et intérêts par le tribunal de Villefranche-sur-Saône. La condamnation est réduite en appel, avant que la Cour de cassation l'annule en juin 2005 en estimant que cette interview relevait de la « liberté de critique ».
LyonMag publie également en avril 2004 une interview de l'imam de Vénissieux, Abdelkader Bouziane, dans laquelle il déclare : « battre sa femme, c'est autorisé par le Coran », ce qui provoque un tollé et son expulsion du territoire français.